# Oxyoppia cubana
Oxyoppia cubana är en kvalsterart som beskrevs av Balogh och Sandór Mahunka 1980. Oxyoppia cubana ingår i släktet Oxyoppia och familjen Oppiidae. Inga underarter finns listade i Catalogue of Life.